# 择校
不选择在教育部分配的学区就學，而选择遷學區到其他更加优质或示范性的学校就讀。此現象中國大陸主要發生於幼兒園至大學，而臺灣發生於國小與國中。

## 原因

### 中國大陸
- 一般是指因为某些中考、高考或小升初后。学生分数未达到、学区所在的学校不满意、无法在满意的学校学习情况下，校方推出计划外方案，对申请学生进行单独的选拔的现象。造成的原因是由于上学的压力和就业水平的降低。

### 臺灣
- 通常是聽聞其他校區之學校名聲較佳或是原本學區之學校風評不佳等其他多種因素，進而造成擇校現象發生。

择校出现的根本原因是教育不公平，少数名校集中了大量的优质教学资源。

## 特征

### 中國大陸
- 通常是收取高额的择校费为基础[1]，择校学生的家庭有一定经济能力；
- 绝大多数计划外录取的择校学生由于选拔门槛低而素质参差不齐；
- 择校一般集中在教育发达地区，如南京、上海、北京等城市和县中。

### 臺灣
- 就學區的學校風評不佳，多為當地耆老或住民早期體會得知的，不過仍有學校與中央、地方政府正在致力反轉此現象。
- 學校有特別吸引的特殊班級。如美術班、體育班、音樂班等。

## 正面评价
- 推动学校办学实力，不光依靠政府经济支出，有利于改善办学条件。
- 有利于建设良好的教师资源，水平高的教师得到学校的尊重形成优胜劣汰的用人机制，优化教师队伍，有利于教育教学质量的提高。

## 负面评价
- 造成教育资源分配不均，违反义务教育的公平性
- 中國某些学校为了收取择校费而不注重学生的全面发展。更多偏向应试教育。
- 造成城鄉差距更大。